# 영주 천운정
영주 천운정(榮州 天雲亭)은 대한민국 경상북도 영주시 이산면 석포리에 있는 건축물이다. 2009년 10월 12일 경상북도의 문화재자료 제557호로 지정되었다.

## 개요
천운정은 1588년에 이조판서를 지낸 백암 김륵이 만년을 보내기 위해 지은 정자이다. 건립 후 퇴락하여 무너진 것을 알 수 없는 시기에 이건하였으나 또 다시 붕괴되어 1762년에 지금의 자리로 옮겨 중건하고 그 앞에 연못을 조성했다. 김륵이 영천(현재 영주시)의 서에는 귀학정·서벽정, 동에는 천운정의 세 정자를 지었는데, 서벽정은 폐하였고 천운정은 대대로 구업을 전하였고 정자 앞에 연못이 있어 정자 이름을 얻은 것이라 하였다고 한다. 한편 귀학정은 1988년 봉화읍 문단리로 이건했다.
천운정은 1762년에 중건한 학문과 휴양을 위한 정자건축으로써 그 기능을 충족시킬 수 있는 입지조건을 잘 갖추고 있으며, 구조양식은 뛰어나지 않으나 평면형식은 후대 이건 및 중건 시에도 큰 변화 없이 창건 당시의 모습을 지금껏 잘 지켜 온 것으로서 보존가치가 있어 문화재자료로 지정하기로 한다.

## 참고 자료
- 영주 천운정 - 국가유산청 국가유산포털